# Fondation Avicenne
La Fondation Avicenne, historiquement connue comme la Maison d'Iran, était le pavillon des étudiants iraniens à la Cité internationale universitaire de Paris. Elle a été inaugurée en novembre 1969. Deux architectes iraniens, Mohsen Foroughi et Heydar Ghiai s'associèrent à une équipe constitué de Claude Parent, Claude Colle, André Bloc et René Sarger. Il en résulta ce projet rare sur le territoire français, d'édifice suspendu à une ossature métallique. 

## Histoire
L'histoire de la fondation est contrariée. La shahbanou d'Iran, Farah Diba, ancienne résidente du Collège néerlandais, émit le vœu qu'un pavillon représente son pays au sein du parc de la cité universitaire à Paris. Financé par l'État iranien alors gouverné par le shah Mohammad Reza Pahlavi, elle devient très vite un foyer d'opposition au régime. Tout d'abord fermée, elle est formellement abandonnée par l'Iran.
Reprise par la cité, elle est rouverte en 1972 sous le nom d'Avicenne, du nom du médecin, philosophe et mystique iranien du Xe siècle.
Depuis plusieurs années, il n'y a plus de résidents dans ce pavillon.
Elle a été par la suite gérée par la Fondation nationale de la Cité internationale et n'accueillait plus spécifiquement des étudiants iraniens mais de toutes nationalités. Le bâtiment en totalité, ainsi que l'emprise au sol et la composition paysagère, ont été inscrits aux monuments historiques par arrêté du 29 octobre 2008.
Depuis le 16 avril 2013, L/OBLIQUE, Centre de valorisation du patrimoine s'est implanté au rez-de-chaussée de la Fondation Avicenne. Avec L/OBLIQUE, la Cité internationale propose un espace consacré à la présentation de son histoire, de son architecture et du développement de son territoire.
En 2019, la maison de vente Artcurial annonce la vente d'un lustre provenant de l'appartement du directeur de la maison, dessiné par Jean Royère. Selon The Art Newspaper (en), la vente est destinée à financer un prix d'excellence de thèse en arts plastiques, au profit de la chancellerie des universités de Paris, ce que dénonce l'association Sites et monuments. 

## Sources
Plaquette explicative à la cité universitaire de Paris
1. ↑  Raphaëlle Saint-Pierre, « La Fondation Avicenne va retrouver tout son lustre », Le Moniteur,‎ 15 décembre 2017 (lire en ligne).
2. ↑  Catherine Sabbah, « La Fondation Avicenne : Modernité sans frontière », Le Moniteur hebdo,‎ 19 janvier 2010 (lire en ligne).
3. ↑  Notice no PA75140012, sur la plateforme ouverte du patrimoine, base Mérimée, ministère français de la Culture.
4. ↑  Site de L/OBLIQUE.
5. ↑  Erwana Le Guen, « Cité universitaire: la vente d’un prestigieux lustre hérisse les défenseurs du patrimoine », Le Figaro, 2 novembre 2019 (consulté le 6 novembre 2019).